# Wendy et Lucy
Pour plus de détails, voir Fiche technique et Distribution.
Wendy et Lucy (Wendy and Lucy) est un film américain réalisé par Kelly Reichardt en 2008. Le film est présenté au Festival de Cannes la même année dans la section Un certain regard.

## Synopsis
Wendy décide d'aller en Alaska avec sa chienne Lucy afin de trouver un travail. Arrivée dans l'Oregon et n'ayant pas d'argent la jeune femme vole dans un supermarché mais se fait arrêter par la police. Pendant ce temps, Lucy disparaît. Dès lors les ennuis commencent pour la jeune femme. Le gardien du supermarché lui vient alors en aide.

## Fiche technique
- Titre français : Wendy et Lucy
- Titre original : Wendy and Lucy
- Réalisation : Kelly Reichardt
- Producteur : Larry Fessenden, Neil Kopp, Anish Savjani
- Producteur exécutif : Todd Haynes
- Scénario : Kelly Reichardt, Jonathan Raymond d'après son roman Train choir
- Durée : 80 minutes
- Sortie : 2008
- Date de sortie :
  -  US Navy : 10 décembre 2008[1]
  -  France : 8 avril 2009[2],[1]
- Pays : États-Unis

## Distribution
- Michelle Williams : Wendy
- Will Patton
- Will Oldham : Icky
- John Robinson : Andy
- Wally Dalton
- Larry Fessenden
- Brenna Beardsley
- Ayanna Berkshire
- M. Blash
- John Breen : Mr. Hunt
- Michael Brophy
- Deneb Catalan : Jamie
- Max Clement
- Holly Cundiff
- David Rives Curtright
- Roger D. Faires
- Skeeter Greene
- Skeeter Green
- George Haapala
- Marilyn Faith Hickey
- Dave Hubner
- Jeanine Jackson
- Winfield Jackson
- Boggs Johnson
- David Koppell
- Josh Larson
- Lucy : Lucy, le chien de Wendy
- Deirdre O'Connell : Deb
- Connor O'Shea
- Greg Schmitt

## Distinctions
- 2009 : Prix du jury du festival international du film de femmes de Salé
- 2008 : Palme dog  pour Lucy.